# Dendrobium hemimelanoglossum
Dendrobium hemimelanoglossum är en orkidéart som beskrevs av André Guillaumin. Dendrobium hemimelanoglossum ingår i släktet Dendrobium, och familjen orkidéer. Inga underarter finns listade i Catalogue of Life.